# Pseudochondrostoma duriense
Pseudochondrostoma duriense és una espècie de peix cipriniforme de la família dels ciprínids.

## Morfologia
- Els mascles poden assolir 40 cm de longitud total.[4][5]

## Reproducció
Té lloc entre l'abril i el juny.

## Alimentació
Menja matèria vegetal, petits invertebrats i detritus.

## Hàbitat
És un peix d'aigua dolça i de clima temperat.

## Distribució geogràfica
Es troba al nord-oest de la península Ibèrica: conques dels rius Eo, Masma, Oro, Eume, Allones, Donas, Tambre, Ulla, Umia, Miño, Limia, Cávado, Ave i Duero.